# Liebling, ich muß dich erschießen
Liebling, ich muß dich erschießen ist eine deutsche Kriminalfilmkomödie aus dem Jahre 1962 mit Marianne Koch und Walter Giller in den Hauptrollen.

## Handlung
Jeannine Messmer ist eine Millionenerbin und attraktive Autorin, die sich als Dichterin betätigt. Als sie eines Tages den charmanten Amerikaner Tom Fleming kennenlernt, ist sie bis über beide Ohren verliebt. Auch für ihn scheint Jeannie die Traumfrau zu sein. Tom bittet die junge Schriftstellerin bereits nach wenigen Tagen, ihn zu heiraten. Die romantische Jeannine schöpft bei diesem Antrag nicht den Verdacht, dass er es nur auf ihr Geld abgesehen haben könnte. Und außerdem soll Tom ja ein wohlhabender Geschäftsmann sein, der es bei einer Eheschließung nicht unbedingt auf das Geld der Zukünftigen abgesehen haben müsse.
Beide gehen also die Ehe ein und verbringen ihre traumhaften Flitterwochen in einer einsamen Berghütte. Dort fällt Jeannine einem wüsten Alptraum anheim, der zeigt, dass sie offensichtlich doch Zweifel bezüglich Toms eventueller Hintergedanken besitzt. In ihrem Traum ist Tom ein gerissener Hund, der etwas gegen sie im Schilde führt. „Liebling, ich muss dich erschießen“, ist seine Ankündigung, um an ihr Vermögen heranzukommen. Als Jeannine erwacht und sie feststellen muss, dass dies doch nur ein Alptraum war, ist sie umso glücklicher.

## Produktionsnotizen
Liebling, ich muß dich erschießen wurde am 30. August 1962 uraufgeführt. Heinz Petruo war der Erzähler.

## Kritik
In Filme 1962/64 ist folgendes zu lesen: „Schwerfälliges deutsches Kriminalspiel. (…) Geschmacklose Details.“